# فتح امپراتوری آزتک توسط اسپانیا
فتح امپراتوری آزتک توسط اسپانیا (انگلیسی: Spanish conquest of the Aztec Empire) در آغاز فوریه سال ۱۵۱۹ فتح امپراتوری آزتک به دست مهاجمان اسپانیایی یکی از مهم‌ترین رویدادهای واقع شده در راستای استعمار قاره آمریکا توسط اسپانیایی‌ها بود
به دنبال استقرار دائمی و برپایی کلونی‌های اروپاییان توسط کریستف کلمب در دریای کارائیب، اسپانیا اجازه و اختیار اردوکشی‌های متعدد برای سفرهای اکتشافی در جهت، فتح و استعمار سرزمین‌های جدید را بدست آورد که این امر با استفاده از کلنی‌های اسپانیایی به عنوان پایگاه محقق گردید، بسیاری از افرادی که در سفر اکتشافی، کورتس را همراهی می‌کردند تا پیش از آن تجربهٔ مشارکت در هیچ جنگی را نداشتند، در حقیقت، کورتس تا پیش از آن هیچگاه مردانی را در جنگی فرماندهی نکرده بود، با این احوال یک نسل کامل از اسپانیایی‌هایی که در سفرهای اکتشافی کارائیب و تیرا فیرم (آمریکای مرکزی) شرکت داشتند، استراتژی و تاکتیک لازم در جهت موفقیت در چنین موقعیت‌هایی را آموخته بودند، فاتحان اسپانیایی مکزیک دستاوردی از تجربه به همراه تمرین و ممارست قبلی داشتند

## نگارخانه

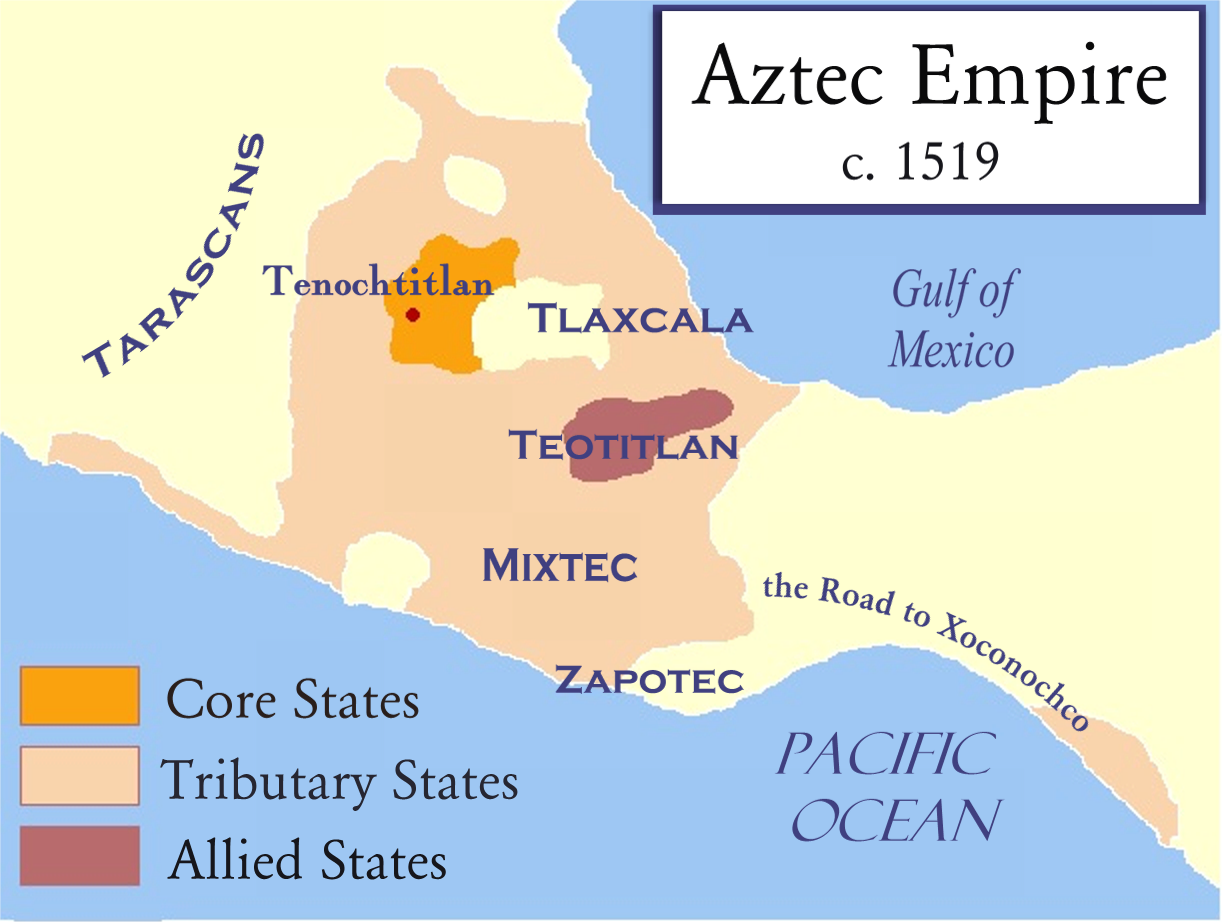
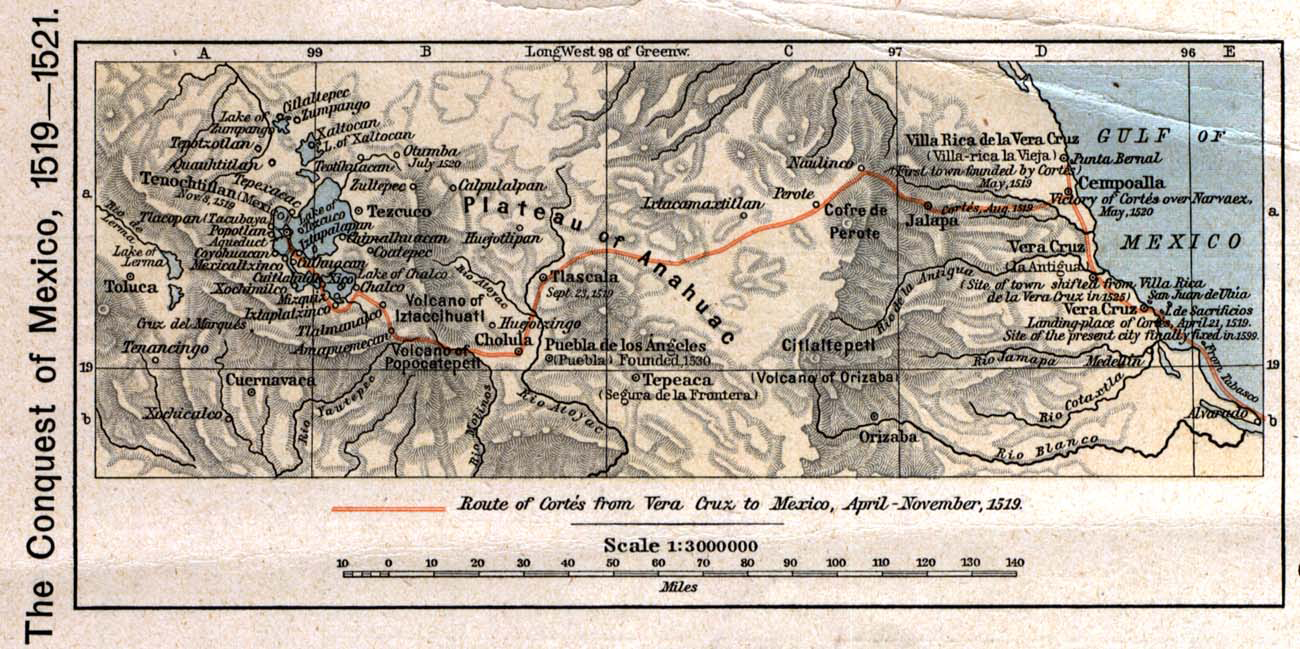
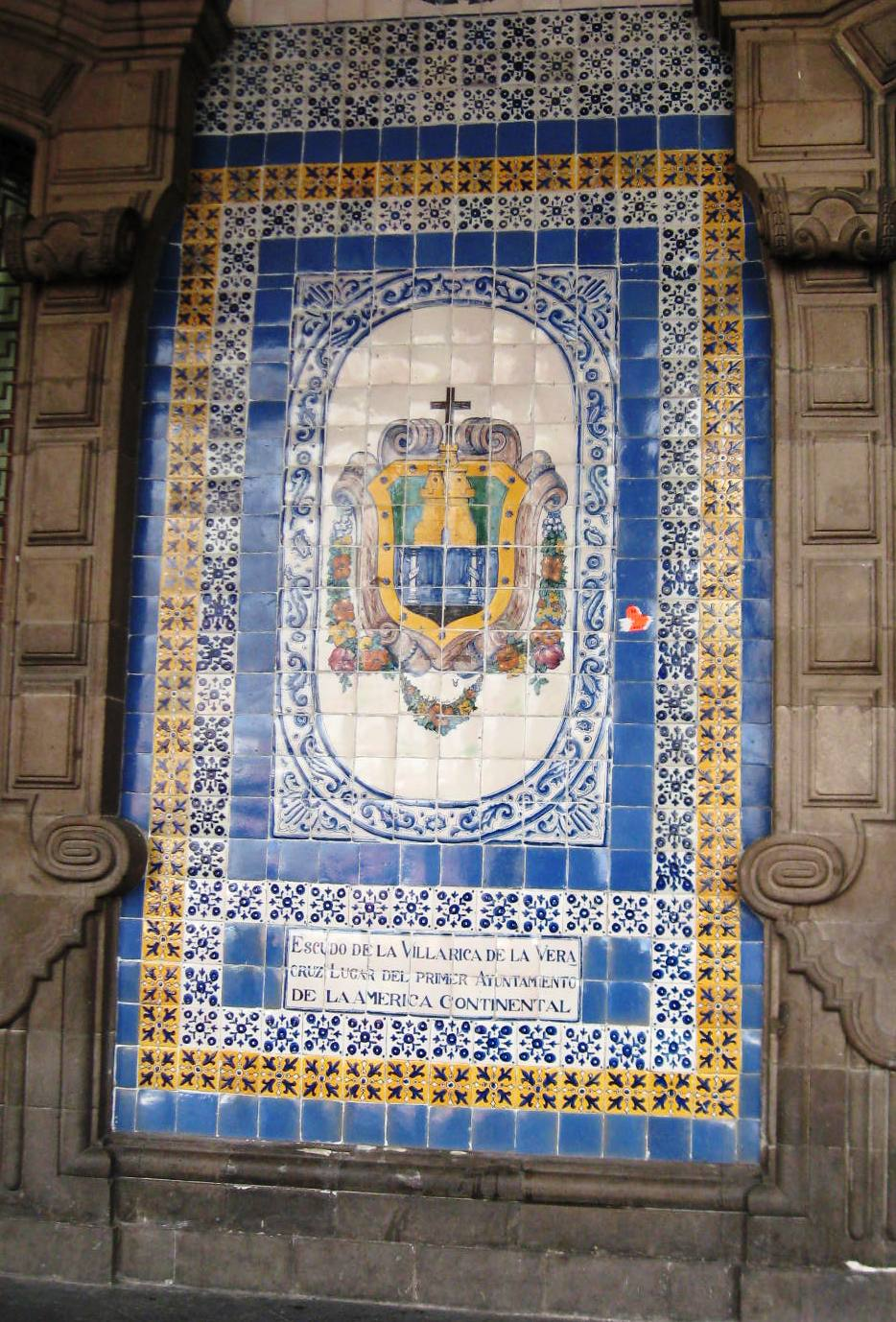
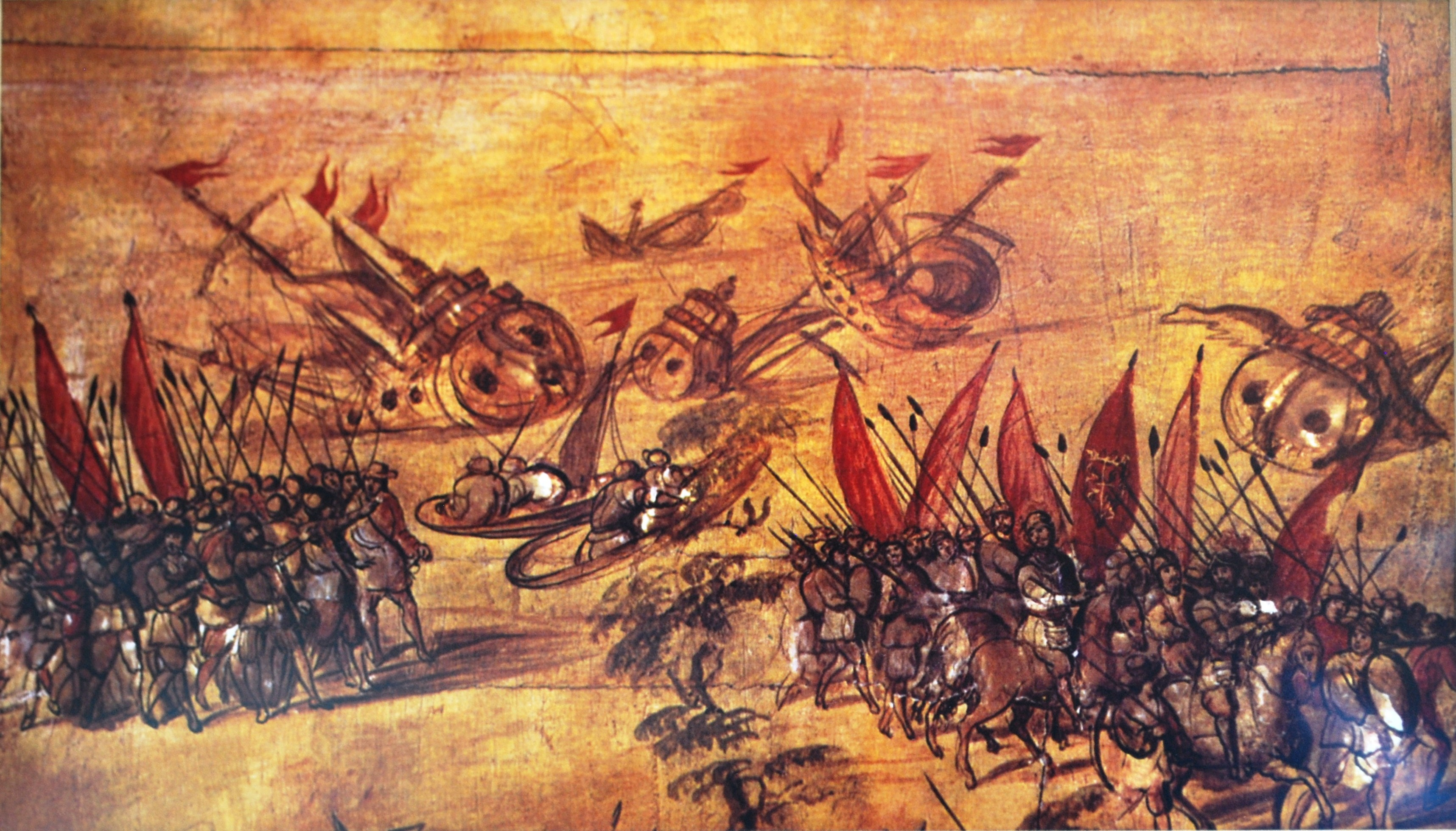
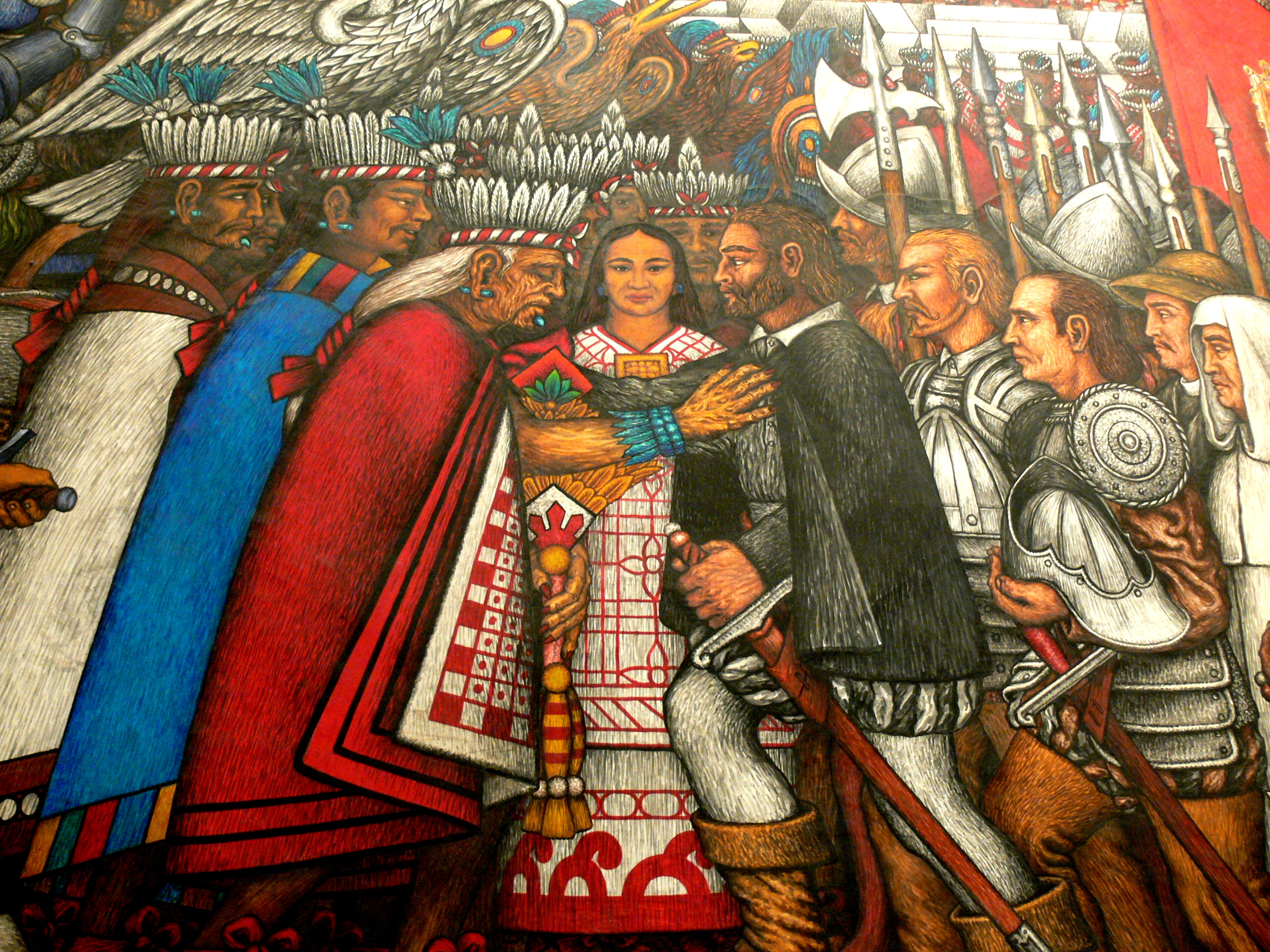
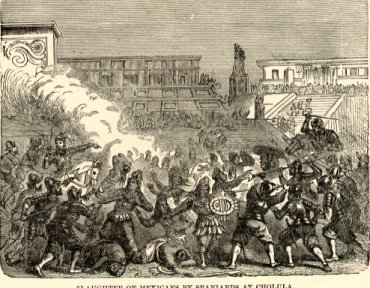
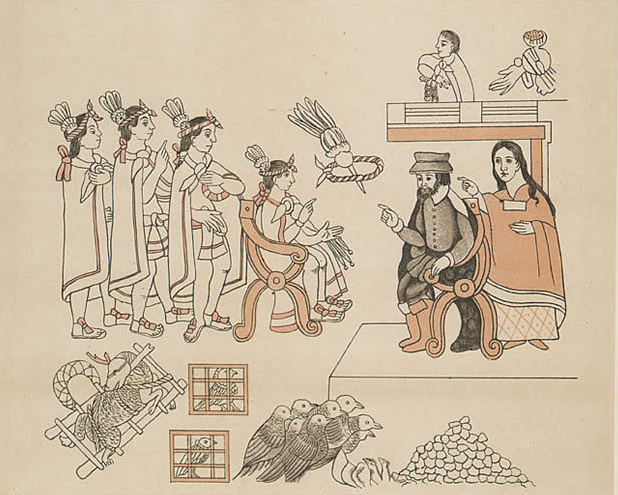
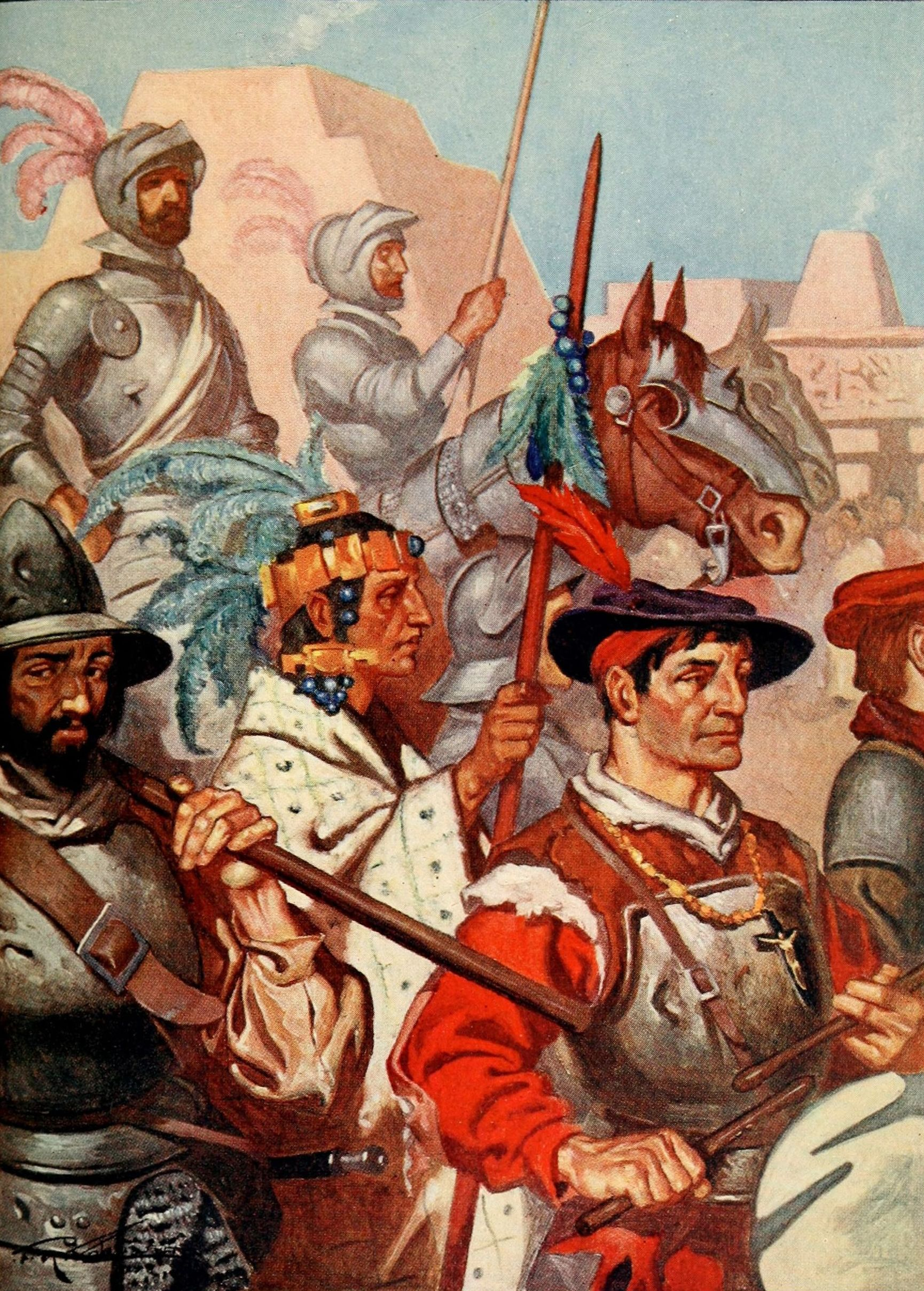
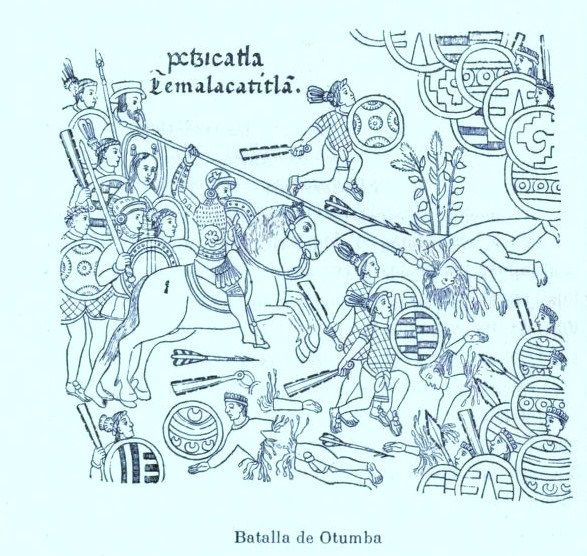
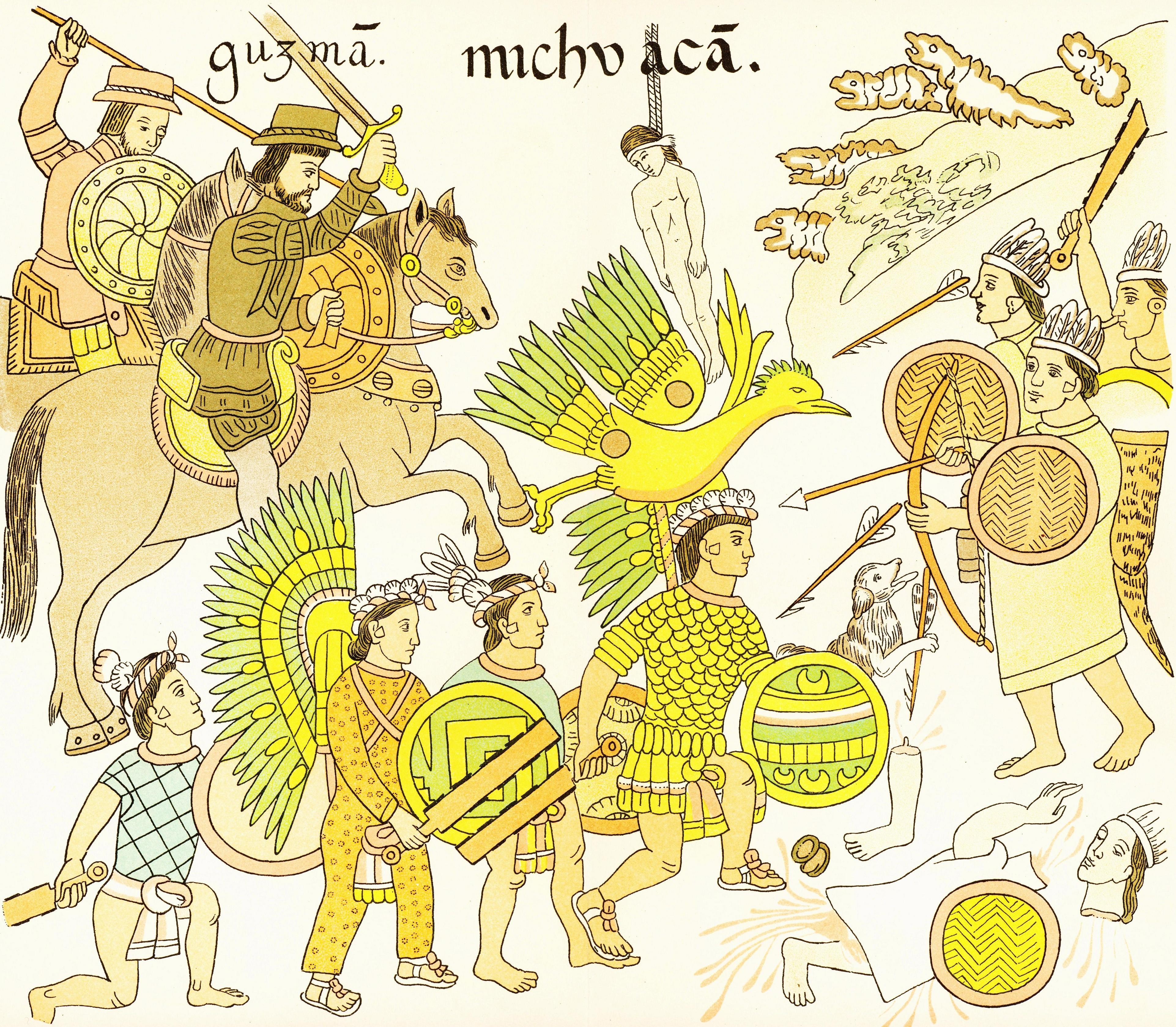
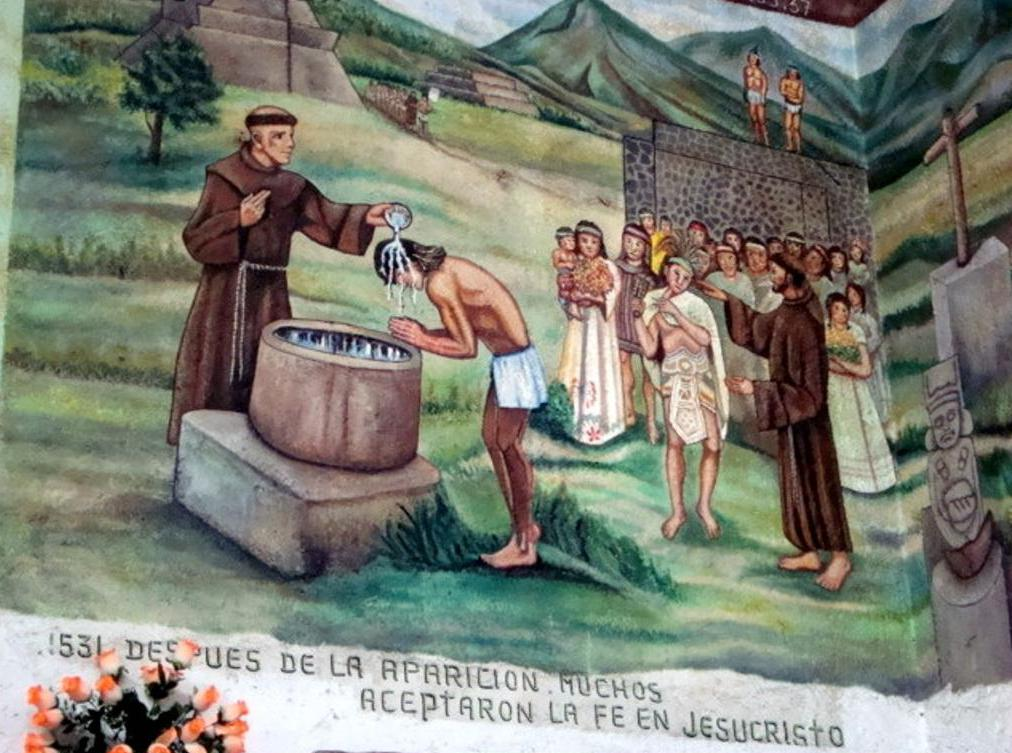